# Арконада, Луис
Луи́с Миге́ль Аркона́да Эча́рри (исп. Luis Miguel Arconada Echarri, баск. Luis Miguel Arkonada Etxarri; 26 июня 1954, Сан-Себастьян, Страна Басков) — испанский футболист, вратарь. Трижды обладатель трофея Саморы. По опросу МФФИИС занял 43-е место среди лучших вратарей Европы XX века.

## Карьера

### Клубная
Луис Арконада начал карьеру в клубе «Ленгокоак», находившийся недалеко от его дома. В 1970 году Арконада перешёл в клуб «Реал Сосьедад», первоначально он был игроком второго состава клуба, и лишь в 1974 году начал выступать за первую команду. В первых сезонах в «основе» «Реала» Арконада был в запасе клуба, первым и вторыми голкиперами в команде являлись Педро Мария Артола и Уррути. В 1975 году Артола перешёл в «Барселону» и Арконада занял место второго голкипера. 22 октября 1975 года Арконада дебютировал в команде в матче на Кубок УЕФА с «Ливерпулем», ближе к концу сезона Арконада стал первым номером команды, после перехода Уррути в «Эспаньол».
С 1976 года и на протяжении 13-ти лет Арконада был бессменным стражем ворот «Сосьедада», сыграв за клуб в 551 матче, из них 414 матчей в чемпионате Испании. Арконада выиграл с клубом 2 чемпионата страны, кубок и суперкубок Испании, был серебряным призёром первенства 1980 года, когда «Сосьедад» установил рекорд по числу беспроигрышных матчей, не побитый до сих пор. В 1983 году Арконада вместе с «Реал Сосьедадом» дошёл до полуфинала кубка чемпионов, в котором проиграл будущему победителю, «Гамбургу». Были у Арконады и неприятные моменты в карьере, так в сезоне 1985—1986 он получил травму в первом же туре чемпионата, после чего был вынужден пропустить часть сезона, а другую часть провести на скамье запасных, благодаря молодому голкиперу клуба Агустину Эльдуайену, прекрасно себя проявившему, но по окончании сезона Эльдуайен перешёл в «Атлетико Мадрид», и Арконада вновь стал основным голкипером команды.
В 1987 году благодаря 33-х летнему Арконаде «Реал Сосьедад» выиграл кубок Короля, победив в серии послематчевых пенальти мадридский «Атлетико», а на следующий год «Реал Сосьедад» занял второе место в чемпионате и вышел в финал кубка страны. В 1989 году Арконада решил завершить карьеру игрока.

### Международная
В сборной Испании Арконада играл с 1977 по 1985 год, проведя 68 матчей (по этому показателю Арконада входит в десятку игроков сборной за всю её историю) в которых он пропустил 62 гола, в части игр Арконада выводил свою сборную на поле с капитанской повязкой. Первоначально Арконада начал играть за Олимпийскую сборную в 1976 году, а 27 марта 1977 года Арконада дебютировал в первой сборной Испании в матче с Венгрией. 
В 1978 году Арконада поехал, в составе сборной, на чемпионат мира в Аргентине, но на поле не выходил. 

Через 2 года Арконада, уже в качестве первого вратаря, поехал на чемпионат Европы в Италии.  
 
Далее, был капитаном сборной на домашнем первенстве мира 1982 года. 
 
В 1984 году Арконада поехал на чемпионат Европы во Франции, там испанцы дошли до финала, в котором француз Мишель Платини забил первый мяч из-за ошибки Арконады, который пропустил мяч под собой после несложного удара, после игры, проигранной сборной Испании, этот гол назвали «Гол Арконады». 

После травмы в 1985 году Арконаду перестали вызывать в сборную страны. Арконада провёл несколько матчей и за сборную Басконии.
В сборной Испании Арконада стал известен ещё и тем, что перед чемпионатом мира отказался надевать гетры, на которых был изображён флаг сборной Испании. Во многом это связывали с тем, что Арконада был этническим баском, но по другой версии это было связано с каким-то предрассудком игрока, всю свою карьеру игравшего в белых гетрах, как в клубе, так и в сборной. Ещё одной приметой Арконады стал тот момент, что он не менял модель футболки, пока в ней не проигрывал.

### После футбола
Завершив карьеру игрока, Арконада ушёл из футбола, но в последние годы[когда?] его имя всё чаще упоминается в связи с возможным назначением Арконады на пост президента «Реал Сосьедада». Является пресс-атташе «Реал Сосьедада».

## Статистика выступлений

### Клубная статистика
| Выступление      | Выступление      | Выступление      | Лига | Лига | Кубок страны | Кубок страны | Еврокубки | Еврокубки | Другие | Другие | Итого | Итого |
| Клуб             | Лига             | Сезон            | Игры | Голы | Игры         | Голы         | Игры      | Голы      | Игры   | Голы   | Игры  | Голы  |
| ---------------- | ---------------- | ---------------- | ---- | ---- | ------------ | ------------ | --------- | --------- | ------ | ------ | ----- | ----- |
| Реал Сосьедад    | Примера          | 1973/74          | 0    | -0   | 0            | -0           | —         | —         | —      | —      | 0     | 0     |
| Реал Сосьедад    | Примера          | 1974/75          | 0    | -0   | 0            | -0           | —         | —         | —      | —      | 0     | 0     |
| Реал Сосьедад    | Примера          | 1975/76          | 9    | -12  | 6            | -6           | 1         | -3        | —      | —      | 16    | -21   |
| Реал Сосьедад    | Примера          | 1976/77          | 34   | -41  | 0            | -0           | —         | —         | —      | —      | 34    | -41   |
| Реал Сосьедад    | Примера          | 1977/78          | 30   | -32  | 0            | -0           | —         | —         | —      | —      | 30    | -32   |
| Реал Сосьедад    | Примера          | 1978/79          | 34   | -36  | 0            | -0           | —         | —         | —      | —      | 34    | -36   |
| Реал Сосьедад    | Примера          | 1979/80          | 34   | -20  | 0            | -0           | 2         | -3        | —      | —      | 36    | -23   |
| Реал Сосьедад    | Примера          | 1980/81          | 34   | -29  | 0            | -0           | 6         | -6        | —      | —      | 40    | -35   |
| Реал Сосьедад    | Примера          | 1981/82          | 34   | -33  | 0            | -0           | 2         | -1        | —      | —      | 36    | -34   |
| Реал Сосьедад    | Примера          | 1982/83          | 34   | -27  | 0            | -0           | 8         | -8        | 6      | -5     | 48    | -40   |
| Реал Сосьедад    | Примера          | 1983/84          | 28   | -30  | 0            | -0           | —         | —         | 0      | -0     | 28    | -30   |
| Реал Сосьедад    | Примера          | 1984/85          | 33   | -32  | 0            | -0           | —         | —         | 2      | -4     | 35    | -36   |
| Реал Сосьедад    | Примера          | 1985/86          | 1    | -0   | 0            | -0           | —         | —         | 6      | -8     | 7     | -8    |
| Реал Сосьедад    | Примера          | 1986/87          | 40   | -43  | 0            | -0           | —         | —         | —      | —      | 40    | -43   |
| Реал Сосьедад    | Примера          | 1987/88          | 38   | -33  | 0            | -0           | 4         | -1        | —      | —      | 42    | -34   |
| Реал Сосьедад    | Примера          | 1988/89          | 31   | -42  | 0            | -0           | 8         | -8        | —      | —      | 39    | -50   |
| Реал Сосьедад    | Итого            | Итого            | 414  | -410 | 6            | -0           | 31        | -30       | 14     | -17    | 465   | -457  |
| Всего за карьеру | Всего за карьеру | Всего за карьеру | 414  | -410 | 6            | -6           | 31        | -30       | 14     | -17    | 465   | -463  |

## Достижения
Командные:
- Чемпион Испании: 1981, 1982
- Обладатель суперкубка Испании: 1982
- Обладатель кубка Испании: 1987

Личные:
- Лучший голкипер Испании: 1980, 1981, 1982